# Les Aventures à l'eau
Albums de Julien Clerc
Aime-moi
(1984) Fais-moi une place
(1990)
Les Aventures à l'eau est le quatorzième album studio de Julien Clerc sorti en 1987 chez Virgin France S.A. sous le numéro 70488.

## Titres
| 12 titres   | 12 titres              | 12 titres         | 12 titres                    | 12 titres  | 12 titres | 12 titres | 12 titres | 12 titres | 12 titres |
| No          | Titre                  | Paroles           | Musique                      | Durée      |           |           |           |           |           |
| ----------- | ---------------------- | ----------------- | ---------------------------- | ---------- | --------- | --------- | --------- | --------- | --------- |
| 1.          | Mon ange               | Françoise Hardy   | Julien Clerc - Jean Roussel  | 4 min 19 s |           |           |           |           |           |
| 2.          | L'Enfant au walkman    | Luc Plamondon     | Julien Clerc - Jean Roussel  | 3 min 46 s |           |           |           |           |           |
| 3.          | Sexy                   | David Mc Neil     | Julien Clerc - Matt Clifford | 3 min 45 s |           |           |           |           |           |
| 4.          | Blonde et en colère    | Jean-Loup Dabadie | Julien Clerc - Jean Roussel  | 3 min 51 s |           |           |           |           |           |
| 5.          | Avoir quinze ans       | Luc Plamondon     | Julien Clerc                 | 4 min 13 s |           |           |           |           |           |
| 6.          | Barbare                | Luc Plamondon     | Julien Clerc                 | 4 min 54 s |           |           |           |           |           |
| 7.          | Hélène                 | David Mc Neil     | Julien Clerc                 | 3 min 35 s |           |           |           |           |           |
| 8.          | Les robots qui dansent | Luc Plamondon     | Julien Clerc - Jean Roussel  | 3 min 30 s |           |           |           |           |           |
| 9.          | Style Ming             | Jean-Loup Dabadie | Julien Clerc - Jean Roussel  | 3 min 30 s |           |           |           |           |           |
| 10.         | Pour qui tu t'prends ? | Françoise Hardy   | Julien Clerc - Matt Clifford | 3 min 49 s |           |           |           |           |           |
| 11.         | Appel urgent           | Françoise Hardy   | Julien Clerc - Jean Roussel  | 4 min 17 s |           |           |           |           |           |
| 12.         | Les Aventures à l'eau  | David Mc Neil     | Julien Clerc - Matt Clifford | 4 min 19 s |           |           |           |           |           |
| 50 min 30 s |                        |                   |                              |            |           |           |           |           |           |

## Anecdotes
- Il n'existe pas de vidéo-clip officiel de Mon ange qui fait l'objet du premier titre extrait de l'album. C'est Françoise Hardy que l'auditeur distingue dans les chœurs.
- Boy George fait une apparition furtive dans la vidéo de L'Enfant au Walkman, le second single.
- C'est Jean-Pierre Jeunet qui réalise le vidéo-clip du troisième single, Hélène, après avoir collaboré avec le chanteur en 1984, pour La Fille aux bas nylon.

## Fiche technique
- Claviers :
  - Jean Roussel : Mon ange - L'Enfant au walkman - Blonde et en colère - Hélène - Les robots qui dansent - Style Ming
  - Matt Clifford : Sexy - Avoir quinze ans - Barbare - Pour qui tu t'prends ? - Les aventures à l'eau
  - Claviers additionnels : L'Enfant au walkman - Style Ming - Hélène
- Saxophones :
  - Didier Malherbe : Mon ange - Avoir quinze ans
  - Chris White : L'Enfant au walkman - Avoir quinze ans
- Trompette : Raoul d'Oliveira : Hélène
- Chœurs : Ingrid Schroeder, Linda Taylor et Sally-Ann Triplett
- Ingénieur du son - Mixage : Jerry "Rupper" Peal
- Musique : Julien Clerc
- Production - Arrangements : Mike Howlett
- Enregistré au Studio de la Grande Armée - Paris
- Overdub et mixage : Batterie Studio - Willesden, Londres

## Classements et certifications

### Classements hebdomadaires
| Classement (1987)                | Meilleure position |
| -------------------------------- | ------------------ |
| Europe (European Hot 100 Albums) | 45                 |
| France (SNEP)                    | 3                  |
| Pays-Bas (Mega Album Top 100)    | 32                 |

### Certification
| Pays          | Certification | Date | Ventes certifiées |
| ------------- | ------------- | ---- | ----------------- |
| France (SNEP) | Platine       | 1987 | 400 000           |